# Икаев, Маирбек Сидамонович
Маирбе́к Сидамо́нович Ика́ев (19 сентября 1927, Алагир, Северо-Кавказский край — 2004, Владикавказ, Северная Осетия) — советский и осетинский актёр, артист Северо-Осетинского государственного академического драматического театра в 1958—2004 гг.
Народный артист РФ (1995). Лауреат Государственной премии РСФСР им. К. С. Станиславского (1984).
Депутат Верховного совета СССР VIII-го созыва (1970—1974).

## Биография
Родился 19 сентября 1927 года в городе Алагир.
В 1953—1958 гг. — обучался в Высшем театральном училище имени Щукина (мастерская Владимира Этуша).
С 1958 года до самой смерти служил в Северо-Осетинском государственном академическом драматическом театре. За годы работы в театре создал целый ряд запоминающихся образов. В 1984 году за исполнение главной роли Тимона Афинского в одноименной пьесе В. Шекспира был удостоен Государственной премии РСФСР им. Станиславского. Среди других ярких ролей артиста Эдип в «Царе Эдипе» Софокла, Яго в «Отелло» Шекспира, Коста в одноименной пьесе Давида Туаева и др.
Скончался на 78-м году жизни в 2004 году во Владикавказе, похоронен на Аллее Славы.

## Роли в театре
- Дакко — «Чермен» Г. Плиева
- Коста — «Коста» Д. Туаева
- Сатин — «На дне» М. Горького
- Эгей — «Медея» Еврипида
- Эдип — «Царь Эдип» Софокла
- Тимон — «Тимон Афинский» Шекспира
- Яго — «Отелло» Шекспира
- Эдмунд — «Король Лир» Шекспира
- Орджоникидзе — «Сармат и его сыновья» Н. Саламова
- Данко — «Горящее сердце» Л. Тибиловой
- Тартюф — «Тартюф» Мольера
- Георгий Димитров — «Первый удар» М. Колявкова

## Фильмография
- 1967 — Возвращение Коста — Коста
- 1969 — Князь Игорь — Гзак
- 1970 — Чермен
- 1974 — В горах реки бурные
- 1985 — И оглянулся путник — Умар, редактор
- 1991 — Человек в зелёном кимоно — дедушка Таму

## Награды
- Народный артист РФ (1995)
- Заслуженный артист РСФСР (1983)
- Государственная премия РСФСР имени К. С. Станиславского (1984)
- Медаль «За трудовую доблесть»